# Evolution (Martina McBride)
Evolution è il quarto album in studio della cantante country statunitense Martina McBride, pubblicato nel 1997.

## Tracce
1. I'm Little But I'm Loud – 0:56
2. Happy Girl – 3:27
3. Be That Way – 3:34
4. A Broken Wing – 3:34
5. Wrong Again – 3:15
6. Keeping My Distance – 3:51
7. Still Holding On (con Clint Black) – 3:57
8. Whatever You Say – 4:29
9. I Won't Close My Eyes – 3:38
10. I Don't Want to See You Again – 3:00
11. Some Say I'm Running – 4:05
12. Here in My Heart – 3:51
13. One Day You Will – 2:36
14. Valentine (feat. Jim Brickman) – 3:22